# 茱莉亞·尚努迪
茱莉亞·尚努迪（法語：Julia Chanourdie，1996年6月25日—）是一名法國女子運動攀登運動員。她曾經獲得2017年世界運動會女子難度賽銅牌。另外，她也在世界青年錦標賽上獲得銅牌。

## 外部連結
- IFSC （页面存档备份，存于） （英文）
- 茱莉亞·尚努迪的Facebook專頁
- 茱莉亞·尚努迪的Instagram帳戶